# Чинго
Чи́нго (ісп. Chingo) — стратовулкан, розташований на південному сході Гватемали, на кордоні із Сальвадором.  